# Іллінка (Кам'янський район)
Іллі́нка — село в Україні, у Криничанській селищній громаді Кам'янського району Дніпропетровської області.
Населення — 125 мешканців.

## Географія
Село Іллінка знаходиться на правому березі річки Мокра Сура, вище за течією на відстані 0,5 км розташоване село Зелений Кут, нижче за течією примикає село Червоний Яр, на протилежному березі — смт Кринички та село Чернече. Вздовж русла річки зроблено кілька загат.

## Історія
Катерина II виділила землю відставному прапорщику Іллі Михайловичу Малама. Власницьке село назвали на його честь — село Іллінка. 1796 року тут звели Свято-Михайлівський храм.

## Населення

### Мова
Розподіл населення за рідною мовою за даними перепису 2001 року:
| Мова       | Відсоток |
| ---------- | -------- |
| українська | 95,2 %   |
| російська  | 4,8 %    |